# Jasenice (Repubblica Ceca)
Jasenice (in tedesco Jasenitz) è un comune della Repubblica Ceca facente parte del distretto di Třebíč, nella regione di Vysočina.